# Дослідницька група Ватиканської обсерваторії
Дослідницька група Ватиканської обсерваторії (англ. Vatican Observatory Research Group, VORG) — наукова установа, пов'язана з Ватиканською обсерваторією.
Штаб-квартира організації розташована в Стюардській обсерваторії Університету Арізони в Тусоні, штат Аризона, США.

## Історія
Група була створена в 1980 році з ініціативи тодішнього директора Ватиканської обсерваторії Джорджа Койна.
Основним інструментом, призначеним для астрономічних спостережень, є сучасний телескоп Ватиканський телескоп передових технологій. Окрім спостережень, група також проводить теоретичні та міждисциплінарні дослідження та має багату колекцію метеоритів.
Установа є частиною Фонду Ватиканської обсерваторії.